# Canadian Special Operations Regiment
Il Canadian Special Operations Regiment (in lingua francese Regiment d'Opérations Spéciales du Canada) è un reggimento di forze speciali dell'esercito canadese, istituito nel 2006 con sede a Garrison Petawawa. Fa parte del Canadian Special Forces Command.
Costituito per sostituire il Canadian Airborne Regiment, è considerato erede di tutte le forze paracadutiste ed aviotrasportate canadesi che lo hanno preceduto (come la First Special Service Force o il 1º Battaglione Paracadutisti, che operarono durante la seconda guerra mondiale) ed è un'unità aviotrasportata specializzata in guerra asimmetrica, ricognizioni speciali ed operazioni antiterrorismo all'estero.
Il Reggimento ha operato in Afghanistan e dal 2014 in Iraq nell'ambito dell'intervento militare contro l'ISIS, con il compito di addestrare e supportare le forze locali che si oppongono allo Stato Islamico, in particolare i curdi iracheni. Nel 2015 una caserma in cui svolgevano la loro attività addestrativa fu attaccata e i soldati del Reggimento si distinsero nella difesa del forte, richiedendo il supporto aereo e respingendo gli attaccanti con gravi perdite. Nel marzo 2015 un reparto curdo aprì per errore il fuoco su una pattuglia del Reggimento tornata da una ricognizione, provocando la morte di un sergente. Ad oggi è l'unica vittima canadese in questo conflitto.